# Labeo gonius
Labeo gonius és una espècie de peix cipriniforme de la família dels ciprínids.

## Morfologia
Els mascles poden assolir els 150 cm de longitud total i els 1360 g de pes.

## Distribució geogràfica
Es troba al Pakistan, l'Índia, Bangladesh, Myanmar, Afganistan i Nepal.